# Burtî, Novomîrhorod
Burtî (în ucraineană Бурти) este un sat în comuna Dibrivka din raionul Novomîrhorod, regiunea Kirovohrad, Ucraina.

## Demografie
Componența lingvistică a localității Burtî
     Ucraineană (98,25%)
     Alte limbi (1,76%)
Conform recensământului din 2001, majoritatea populației localității Burtî era vorbitoare de ucraineană (98,25%), existând în minoritate și vorbitori de alte limbi.